# مشهد توضيحي
مشهد توضيحي أو ديموسين (بالإنجليزية: Demoscene)‏ هو ثقافة فرعية دولية للفنون الحاسوبية تركز على إنتاج برامج حاسوبية ذاتية الاحتواء، تُعرف بـالديموز (بالإنجليزية: demos)‏، التي تقدم عروضًا سمعية وبصرية. تهدف هذه العروض إلى استعراض المهارات المتقدمة في البرمجة وَالفنون الرقمية البصرية وَالموسيقية. تُعرض هذه الإنتاجات، بما في ذلك الرسوميّات وَالموسيقى وَالفيديوهات وَالألعاب، في مهرجانات تُسمى (بالإنجليزية: demoparties)‏، حيث يتم تقييمها والتصويت عليها ثم نشرها عبر الإنترنت.
إن القيمة من تلك المقاطع هي إظهار مدى مهارة وكفاءة المبرمجين، الرسامين، وحتى الموسيقيين. هو ثقافة تحت الأرض نابضة بالحياة حيث يدفع المبرمجون الفنيون حدود ما يمكن لأجهزتهم القيام به. يقومون بصنع برامج مستقلة، تُسمى "الديموز"، التي تجمع بين المرئيات المبهرجة والموسيقى النابضة (غالبًا تشيبتون) بالمؤثرات المذهلة، وكلها يتم إنشاؤها بأسطر قليلة جدًا من الكود. إنه عالم حيث يكون المبرمجون فيه فنانين وموسيقيين ومهندسين في آن واحد، يتنافسون لتحقيق المجد من خلال إبداعاتهم الرقمية المذهلة.
ظهرت هذه الثقافة أولا في عهد سعة الثمانية بت، أي في زمن حواسيب من فئة Commodore 64, ZX Spectrum, Amstrad CPC، ثم انتشرت بشكل كبير في عهد الحواسيب المنزلية من سعة 16 و32 بت مثل: Amiga وAtari ST.
في سنواتها الأولى كانت لهذه الثقافة علاقة قوية مع ثقافة كسر البرامج "Software cracking". فقد كان كاسروا البرامج يقدمون الكراك باستخدام مقدمة تحتوي مؤثرات بصرية وسمعية تسمى "Crack intro" باختصار "cracktro". بعد ذلك استقل هذا الفن ليرقى إلى ثقافة فرعية مستقلة عن ثقافة كسر البرامج.

## وصلات خارجية

### فيديوهات
- Desert Dream على يوتيوب، ديمو حلم الصحراء في القاهرة بمصر (يتميز باستعمال النقاط لتشكيل المتجه)، لفرقة Kefrens (على أميغا)
- fr-025: the.popular.demo على يوتيوب، الديمو الشهير، لفرقة فابغاوش [الإنجليزية]
- Second Reality على يوتيوب لفرقة فيوتشر كرو [الإنجليزية]
- Masagin: Nvision 08 Invitation على يوتيوب وَهوَ عبارة عن ديمو من الديموات الحديثة لفرقة فابغاوش [الإنجليزية] (وَتُدعى هذه العروض بالدعوة (invitation)، وَهي ثقافة شائعة في ديموسين)
- fr-08: .the .product على يوتيوب ديمو 64 ك.ب، لفرقة فابغاوش [الإنجليزية]